# Камоцин
Камоцин (пол. Kamocin) — село в Польщі, у гміні Ґрабиця Пйотрковського повіту Лодзинського воєводства.
Населення — 451 особа (2011).
У 1975-1998 роках село належало до Пйотрковського воєводства.

## Демографія
Демографічна структура станом на 31 березня 2011 року:
|          | Загалом | Допрацездатний вік | Працездатний вік | Постпрацездатний вік |
| -------- | ------- | ------------------ | ---------------- | -------------------- |
| Чоловіки | 227     | 42                 | 163              | 22                   |
| Жінки    | 224     | 38                 | 133              | 53                   |
| Разом    | 451     | 80                 | 296              | 75                   |